# Жеребцово (станция, Новосибирская область)
Жеребцово — железнодорожная станция (тип населённого пункта) в Новосибирском районе Новосибирской области России. Примыкает к одноимённой железнодорожной станции. Входит в состав Плотниковского сельсовета.

## География
Площадь станции — 10 гектаров.

## Население
| 2002 | 2007 | 2010 |
| ---- | ---- | ---- |
| 277  | ↘238 | ↗330 |

## Инфраструктура
На станции по данным на 2007 год отсутствует социальная инфраструктура.

## Транспорт

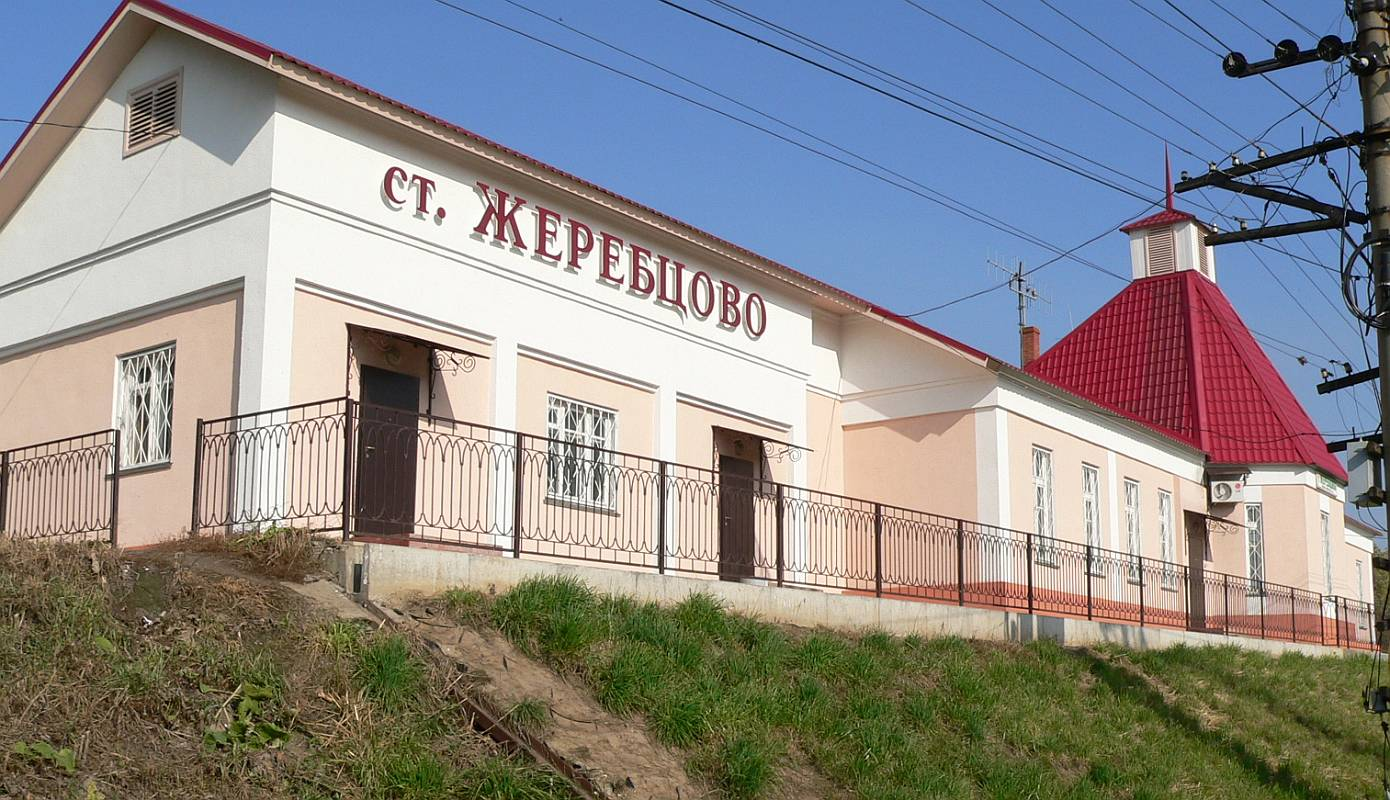
Новый вокзал станции

На территории населённого пункта в северо-западной его части расположена одноимённая железнодорожная станция. На станции имеют остановку пригородные электропоезда, курсирующие от Новосибирска, для большинства из них станция является конечной. Несколько пар электропоездов проходят через станцию до Сокура. Со стороны населённого пункта расположен бывший пассажирский вокзал, действующий расположен с противоположной стороны. Также станция используется для приёмки и отправки грузовых поездов.